# Helle Fagralid
Helle Fagralid est une actrice danoise née le 11 mai 1976 à Elseneur. Elle obtient le Robert de la meilleure actrice pour son rôle dans Sorg og glæde.

## Filmographie partielle

### Cinéma
- 2008 : Blå mænd de Rasmus Heide : Sofie
- 2013 : Sorg og glæde de Nils Malmros
- 2018 : Så længe jeg lever d'Ole Bornedal
- 2024 : Les Enquêtes du département V : Promesse (Den grænseløse) d'Ole Christian Madsen

### Télévision
- 1985 : Vägen till Gyllenblå!
- 2002-2003 : Nikolaj og Julie
- 2005 : Jul i Valhal
- 2012 : The Killing : Maja Zeuthen
- 2019 : Below the Surface
- 2021 : Le Tueur de l'ombre (saison 2)